# Tour des Trois Mers
Le Tour des Trois Mers (en italien Giro dei Tre Mari) est une course cycliste sur route à étapes disputée en Italie du sud.

## Histoire de la course
La première édition du Tour des Trois Mers a lieu en 1919 suivie en 1920 avec 10 étapes, reprise avec une édition en 1938 avec 13 étapes, la dernière édition fut en 1949 avec 9 étapes, vainqueur Pasquale Fornara. La première édition fut gagnée par l'italien Ottavio Pratesi. Les trois mers sont la mer Adriatique, la mer Ionienne, la mer Tyrrhénienne.

## Palmarès
| Année                 | Vainqueur        | Deuxième        | Troisième          |
| --------------------- | ---------------- | --------------- | ------------------ |
| 1919                  | Ottavio Pratesi  | Eberardo Pavesi | Rinaldo Spinelli   |
| 1920                  | Ottavio Pratesi  | Giosuè Lombardi | Pietro Aimo        |
| 1921-1937 non disputé |                  |                 |                    |
| 1938                  | Enrico Mollo     | Walter Generati | Attilio Masarati   |
| 1939-1948 non disputé |                  |                 |                    |
| 1949                  | Pasquale Fornara | Aldo Ronconi    | Virgilio Salimbeni |

## Victoires par pays
| # | Pays   | Victoires |
| - | ------ | --------- |
| 1 | Italie | 4         |